# Asociación estelar de TW Hydrae
La asociación estelar TW Hydrae es un grupo de estrellas muy jóvenes situadas a unos 50 pársecs de la Tierra que presentan un movimiento común a través del espacio. Con una edad estimada entre 5 y 10 millones de años, forman parte de ella unas pocas docenas de estrellas y enanas marrones. Entre sus miembros destacan la propia estrella TW Hydrae, que da nombre a la asociación estelar, HR 4796, HD 98800 y 2M1207, enana marrón que tiene un disco de acrecimiento y un acompañante de masa planetaria. A la asociación también se le denomina TWA.
Debido a su proximidad y edad, TWA es de gran importancia para el estudio de diferentes propiedades estelares, tales como discos de acrecimiento (véase estrellas T Tauri) y la formación de sistemas estelares mediante la evolución de los discos protoplanetarios (véase Beta Pictoris).